# 東海線
東海線（トンヘせん、とうかいせん）は、大韓民国釜山広域市東区の釜山鎮駅と江原特別自治道三陟市の三陟駅を結ぶ韓国鉄道公社（KORAIL）の鉄道路線。
元来は朝鮮総督府によって計画された釜山から元山までの路線であり、当路線および三陟線、嶺東線の一部と京江線の末端部、東海北部線、朝鮮民主主義人民共和国鉄道省金剛山青年線がその大部分に相当する。

## 概要
韓国高速鉄道（KTX）の浦項乗り入れ計画にあわせ、韓国鉄道施設公団は京釜高速線と東海南部線を結ぶ連結線の建設と、複線電鉄化事業中の東海南部線の一部区間で先行して移設を行なった。2015年3月の暫定開業に合わせ、KORAILは京釜高速線との分岐点から東海南部線との合流点を経て浦項駅へ至る区間の名称を「東海線」と命名した。
また太和江 - 浦項間については、線路自体がより内陸部に移設され、新慶州駅を経由するルートへ変更された。これは既存路線の改良だけでは遺跡調査の費用負担や工期延長が懸念されたことと、新羅時代の遺跡を抱える慶州歴史地域の世界遺産登録にあたり、ユネスコが線路の郊外移設を条件としたことが理由である。

## 歴史
元々は釜山から慶州、江陵、襄陽を経由して元山へ至る鉄道路線として、日本統治時代に朝鮮総督府鉄道が計画・建設したもので、朝鮮半島の東海岸沿いを通る路線である。1929年に最初の区間が部分開業、その後昭和恐慌や、日支事変から大東亜戦争への戦線拡大による建設遅延がありながら、終戦時点までに元山から襄陽までの東海北部線、釜山から慶州を経て浦項までの東海南部線、そして墨湖から北坪（現在の東海）を経て三陟までの区間（現在の墨湖港線・三陟線に当たる）の開業をみた。
1945年の日本の降伏後、朝鮮は北緯38度線を境としてアメリカ占領区域とソ連占領区域の南北に分断され（連合国占領時代の始まり）、東海線の線路も東海北部線がソ連、その他の路線がアメリカの管轄とされた。東海北部線は1948年に朝鮮民主主義人民共和国（北朝鮮）へと引き継がれたが、1950年の朝鮮戦争勃発により運行が中断された。
その後、1953年の朝鮮戦争休戦協定で軍事境界線が引かれると、東海北部線は途中で境界線を跨ぐことになった。朝鮮戦争によって損傷を受けた鉄道は、人口が少ない地域を通る上に、敵対する国家に向けて伸びる鉄道であり、路線としての重要性の低さ、安全保障上の懸念から南北いずれでも復旧されることなく荒廃するままに放置され、南側では1967年までに正式な廃線となった。一方、東海南部線と東海市一帯の路線は大韓民国に引き継がれ、朝鮮戦争の一時期を除いて、鉄道庁によって営業が続けられた。また、嶺東線建設に合わせ、東海線の一部区間になる予定であった東海 - 江陵間の未成区間が嶺東線の一部として1962年に新規開業した。だが、その他の区間については、建設の費用対効果が乏しいことから手が付けられないまま21世紀を迎えた。
このような状況は、1998年に金大中政権が誕生して太陽政策を始めると大きく変わった。2000年に南北首脳会談が開かれると、京義線と共に東海線を完成させることが南北会議で合議された（京義線・東海線鉄道および道路の連結事業参照）。アジア太平洋経済社会委員会 (ESCAP)が2001年に策定したアジア横断鉄道計画では、東海線が韓国・日本からロシア・ヨーロッパへ貨物を運ぶ鉄道網の一角に組み込まれることとなり、戦前に日本が計画・実行した欧州への足がかりとしての東海線建設は、戦後半世紀を経て再び注目されるようになった。
既に北朝鮮側では東海北部線の元山 - 外金剛（後の金剛山青年駅）間が金剛山青年線として1996年に再開通していたため、軍事境界線を越える区間が優先的に建設された。その後、北朝鮮側の一方的な中断などがあって延期されていたものの、南北間交渉の進展によって両者は2007年5月17日に試運転を行うことで合意し、試運転は金剛山青年駅から軍事境界線を越えた先にある猪津駅までの間で正式に履行された。だが、それ以降は南北関係の冷却によって南北の連結事業が事実上中断となっており、2016年時点で軍事境界線を越える定期列車は運行されていない。
一方韓国国内では、韓国鉄道施設公団が日本海沿岸の浦項市と三陟市を南北に繋ぐ路線の建設を行い2018年に盈徳駅まで開業、2025年に三陟駅まで開業した。さらに江陵から襄陽を経て猪津駅に至る区間(東海北部線の復旧および未成線)については2022年から工事が開始され、2027年に開通予定となっていた。これにより軍事境界線および北朝鮮側の復旧区間である金剛山青年線を含め、釜山から元山におよぶ日本統治時代から計画された東海線の全区間が開通することになっていた。
2024年9月、北朝鮮軍は『韓国との「南側の国境を恒久的に遮断」する「軍事措置」を講じる』と発表、北朝鮮はすでに東海線の鉄道の一部を撤去していると見られている。

### 年表
- 2015年
  - 4月2日：牟梁 - 浦項間開業、KTXが乗り入れ開始。
- 2016年
  - 4月29日：東海南部線の東海線への編入と、巨堤駅・南門口駅・水営駅・海雲台駅・佑一駅をそれぞれ巨堤ヘマジ駅・巨堤駅・水営駅・新海雲台駅・センタム駅へ改名することを告示（施行は年末の開業時）[4]。
  - 6月30日：日光駅までの複線電化工事完了[5]。
  - 12月29日：釜山駅 - 日光駅間複線電化開業式典開催[6]
- 2017年
  - 6月19日：国土交通部、東海中部線の東海線への編入と駅名、距離を告示。
  - 10月20日：浦項駅 - 盈徳駅間営業試運転開始[7]。
- 2018年
  - 1月26日：浦項駅 - 盈徳駅間開業[8]。
- 2021年11月17日：孝門駅、虎渓駅 、毛火駅、入室駅、竹東駅、仏国寺駅、東方駅、旧・慶州駅、青令駅、士方駅、良子洞駅の廃止告示[9]
- 2021年12月28日：日光駅 - 牟梁駅が複線電化の新線に切り替え。
- 2023年12月18日：車両不足および電化・延伸工事のため、浦項駅 - 盈徳駅間の営業を休止[10]。
- 2024年12月31日：盈徳駅 - 三陟駅間の開業に伴い蔚珍駅と三陟駅で開業式を開催[11]
- 2025年1月1日：浦項駅 - 盈徳駅間が電化・営業再開し、盈徳駅 - 三陟駅間が開業[11]。

## 路線データ
- 路線距離：310.7km
- 軌間：1435mm
- 駅数：50駅（信号場含む）
- 複線区間：釜山鎮駅 - 浦項駅（149.7km）
- 電化区間：全線（交流25kv、60Hz）
- 保安装置：ATS

## 駅一覧
■:広域電鉄運行区間
| 駅番号 | 駅名         | 駅名         | 駅名                      | 駅間キロ (km) | 累計キロ (km) | ITX-セマウル         | ITX-マウム | ムグンファ号 | ヌリロ     | 接続路線・備考                                   | 所在地         | 所在地                                    |
| 駅番号 | 日本語       | ハングル     | 英語                      | 駅間キロ (km) | 累計キロ (km) | ITX-セマウル         | ITX-マウム | ムグンファ号 | ヌリロ     | 接続路線・備考                                   | 所在地         | 所在地                                    |
| ------ | ------------ | ------------ | ------------------------- | ------------- | ------------- | -------------------- | ---------- | ------------ | ---------- | ------------------------------------------------ | -------------- | ----------------------------------------- |
|        | 釜山鎮駅     | 부산진역     | Busanjin                  | 0.0           | 0.0           |                      |            |              | 未運行区間 | 韓国鉄道公社：京釜線・牛岩線（貨物線）           | 釜山広域市     | 東区                                      |
|        | 凡一駅       | 범일역       | Beomil                    | 2.1           | 2.1           | 韓国鉄道公社：伽倻線 | 釜山鎮区   |              | 未運行区間 |                                                  | 釜山広域市     |                                           |
| K110   | 釜田駅       | 부전역       | Bujeon                    | 2.5           | 4.6           | ●                    | 釜山鎮区   | ●            | 未運行区間 | ●                                                | 釜山広域市     | 韓国鉄道公社：釜田線 釜山交通公社：●1号線 |
| K111   | 巨堤ヘマジ駅 | 거제해맞이역 | Geojehaemaji              | 2.3           | 6.9           | \|                   | \|         | \|           | 未運行区間 |                                                  | 釜山広域市     | 蓮堤区                                    |
| K112   | 巨堤駅       | 거제역       | Geoje                     | 1.0           | 7.9           | \|                   | \|         | \|           | 未運行区間 | 釜山交通公社：●3号線                             | 釜山広域市     | 蓮堤区                                    |
| K113   | 教大駅       | 교대역       | Busan Nat'l Univ. of Edu. | 0.7           | 8.6           | \|                   | \|         | \|           | 未運行区間 | 釜山交通公社：●1号線                             | 釜山広域市     | 蓮堤区                                    |
| K114   | 東萊駅       | 동래역       | Dongnae                   | 1.2           | 9.8           | \|                   | \|         | \|           | 未運行区間 |                                                  | 釜山広域市     | 東萊区                                    |
| K115   | 安楽駅       | 안락역       | Allak                     | 0.9           | 10.7          | \|                   | \|         | \|           | 未運行区間 |                                                  | 釜山広域市     | 東萊区                                    |
| K116   | 釜山院洞駅   | 부산원동역   | Busanwondong              | 1.3           | 12.0          | \|                   | \|         | \|           | 未運行区間 |                                                  | 釜山広域市     | 東萊区                                    |
| K117   | 栽松駅       | 재송역       | Jaesong                   | 1.0           | 13.0          | \|                   | \|         | \|           | 未運行区間 |                                                  | 釜山広域市     | 海雲台区                                  |
| K118   | センタム駅   | 센텀역       | Centum                    | 1.0           | 14.0          | \|                   | \|         | ▲            | 未運行区間 |                                                  | 釜山広域市     | 海雲台区                                  |
| K119   | BEXCO駅      | 벡스코역     | BEXCO                     | 1.4           | 15.4          | \|                   | \|         | \|           | 未運行区間 | 釜山交通公社：●2号線                             | 釜山広域市     | 海雲台区                                  |
| K120   | 新海雲台駅   | 신해운대역   | Sinhaeundae               | 4.5           | 19.9          | ●                    | ●          | ●            | 未運行区間 |                                                  | 釜山広域市     | 海雲台区                                  |
| K121   | 松亭駅       | 송정역       | Songjeong                 | 2.9           | 22.8          | 未運行区間           | \|         | \|           | 未運行区間 |                                                  | 釜山広域市     | 海雲台区                                  |
| K122   | オシリア駅   | 오시리아역   | OSIRIA                    | 1.1           | 23.9          | 未運行区間           | \|         | \|           | 未運行区間 |                                                  | 釜山広域市     | 機張郡                                    |
| K123   | 機張駅       | 기장역       | Gijang                    | 5.7           | 29.6          | 未運行区間           | ●          | ●            | 未運行区間 |                                                  | 釜山広域市     | 機張郡                                    |
| K124   | 日光駅       | 일광역       | Ilgwang                   | 3.0           | 32.6          | 未運行区間           | \|         | \|           | 未運行区間 |                                                  | 釜山広域市     | 機張郡                                    |
| K125   | 佐川駅       | 좌천역       | Jwacheon                  | 5.1           | 37.7          | 未運行区間           | \|         | \|           | 未運行区間 |                                                  | 釜山広域市     | 機張郡                                    |
| K126   | 月内駅       | 월내역       | Wollae                    | 3.5           | 41.2          | 未運行区間           | \|         | \|           | 未運行区間 |                                                  | 釜山広域市     | 機張郡                                    |
| K127   | 西生駅       | 서생역       | Seosaeng                  | 2.6           | 43.8          | 未運行区間           | \|         | \|           | 未運行区間 |                                                  | 蔚山広域市     | 蔚州郡                                    |
| K128   | 南倉駅       | 남창역       | Namchang                  | 8.4           | 52.2          | 未運行区間           | \|         | ●            | 未運行区間 | 韓国鉄道公社：温山線（貨物線）                   | 蔚山広域市     | 蔚州郡                                    |
| K129   | 望陽駅       | 망양역       | Mangyang                  | 4.4           | 56.6          | 未運行区間           | \|         | \|           | 未運行区間 | 韓国鉄道公社：蔚山新港線（貨物線）               | 蔚山広域市     | 蔚州郡                                    |
| K130   | 徳下駅       | 덕하역       | Deokha                    | 4.5           | 61.1          | 未運行区間           | \|         | \|           | 未運行区間 |                                                  | 蔚山広域市     | 蔚州郡                                    |
| K131   | 開雲浦駅     | 개운포역     | Gaeunpo                   | 2.4           | 63.5          | 未運行区間           | \|         | \|           | 未運行区間 |                                                  | 蔚山広域市     | 南区                                      |
| K132   | 太和江駅     | 태화강역     | Taehwagang                | 4.9           | 68.4          | 未運行区間           | ●          | ●            | ●          | 韓国鉄道公社：長生浦線・蔚山港線（ともに貨物線） | 蔚山広域市     | 南区                                      |
|        | 北蔚山駅     | 북울산역     | Bugulsan                  | 9.7           | 78.1          | 未運行区間           | ●          | ●            | ●          |                                                  | 蔚山広域市     | 北区                                      |
|        | 外東信号場   | 외동신호장   | Oedong                    | 11.7          | 89.8          | 未運行区間           | \|         | \|           | \|         |                                                  | 慶尚北道       | 慶州市                                    |
|        | 慶州駅       | 경주역       | Gyeongju                  | 20.5          | 110.3         | 未運行区間           | ●          | ●            | ●          |                                                  | 慶尚北道       | 慶州市                                    |
|        | 牟梁駅       | 모량역       | Moryang                   | 4.4           | 114.7         | 未運行区間           | \|         | \|           | \|         | 韓国鉄道公社：京釜高速線（乾川連結線）・中央線   | 慶尚北道       | 慶州市                                    |
|        | 西慶州駅     | 서경주역     | Seogyeongju               | 8.2           | 122.9         | 未運行区間           | ●          | ●            | ●          |                                                  | 慶尚北道       | 慶州市                                    |
|        | 安康駅       | 안강역       | Angang                    | 10.8          | 133.7         | 未運行区間           | ●          | ●            | ●          |                                                  | 慶尚北道       | 慶州市                                    |
|        | 扶助駅       | 부조역       | Bujo                      | 5.8           | 139.5         | 未運行区間           | \|         | \|           | \|         | 韓国鉄道公社：槐東線（貨物線）                   | 慶尚北道       | 慶州市                                    |
|        | 浦項駅       | 포항역       | Pohang                    | 10.2          | 149.7         | 未運行区間           | ●          | ●            | ●          | 韓国鉄道公社：迎日湾港線（貨物線）               | 慶尚北道       | 浦項市 北区                               |
|        | 月浦駅       | 월포역       | Wolpo                     | 15.3          | 165.0         | 未運行区間           | ▲          | 未運行区間   | ●          |                                                  | 慶尚北道       | 浦項市 北区                               |
|        | 長沙駅       | 장사역       | Jangsa                    | 9.1           | 174.1         | 未運行区間           | \|         | 未運行区間   | ●          |                                                  | 慶尚北道       | 盈徳郡                                    |
|        | 江口駅       | 강구역       | Ganggu                    | 7.6           | 181.7         | 未運行区間           | \|         | 未運行区間   | ●          |                                                  | 慶尚北道       | 盈徳郡                                    |
|        | 盈徳駅       | 영덕역       | Yeongdeok                 | 6.6           | 188.3         | 未運行区間           | ●          | 未運行区間   | ●          |                                                  | 慶尚北道       | 盈徳郡                                    |
|        | 寧海駅       | 영해역       | Yeonghae                  | 14.6          | 202.9         | 未運行区間           | ▲          | 未運行区間   | ●          |                                                  | 慶尚北道       | 盈徳郡                                    |
|        | コレブル駅   | 고래불역     | Goraebul                  | 7.3           | 210.2         | 未運行区間           | ▲          | 未運行区間   | ●          |                                                  | 慶尚北道       | 盈徳郡                                    |
|        | 厚浦駅       | 후포역       | Hupo                      | 9.4           | 219.6         | 未運行区間           | ▲          | 未運行区間   | ●          |                                                  | 慶尚北道       | 蔚珍郡                                    |
|        | 平海駅       | 평해역       | Pyeonghae                 | 4.9           | 224.5         | 未運行区間           | ▲          | 未運行区間   | ▲          |                                                  | 慶尚北道       | 蔚珍郡                                    |
|        | 箕城駅       | 기성역       | Giseong                   | 7.4           | 231.9         | 未運行区間           | ▲          | 未運行区間   | ●          |                                                  | 慶尚北道       | 蔚珍郡                                    |
|        | 梅花駅       | 매화역       | Maehwa                    | 10.9          | 242.8         | 未運行区間           | ▲          | 未運行区間   | ●          |                                                  | 慶尚北道       | 蔚珍郡                                    |
|        | 蔚珍駅       | 울진역       | Uljin                     | 11.2          | 254.0         | 未運行区間           | ●          | 未運行区間   | ●          |                                                  | 慶尚北道       | 蔚珍郡                                    |
|        | 竹辺駅       | 죽변역       | Jukbyeon                  | 7.8           | 261.8         | 未運行区間           | ▲          | 未運行区間   | ▲          |                                                  | 慶尚北道       | 蔚珍郡                                    |
|        | 興富駅       | 흥부역       | Heungbu                   | 6.4           | 268.2         | 未運行区間           | ▲          | 未運行区間   | ▲          |                                                  | 慶尚北道       | 蔚珍郡                                    |
|        | 沃原駅       | 옥원역       | Ogwon                     | 10.5          | 278.7         | 未運行区間           | ▲          | 未運行区間   | ▲          |                                                  | 江原特別自治道 | 三陟市                                    |
|        | 臨院駅       | 임원역       | Imwon                     | 6.3           | 285.0         | 未運行区間           | ▲          | 未運行区間   | ▲          |                                                  | 江原特別自治道 | 三陟市                                    |
|        | 近徳駅       | 근덕역       | Geundeok                  | 9.6           | 294.6         | 未運行区間           | ▲          | 未運行区間   | ▲          |                                                  | 江原特別自治道 | 三陟市                                    |
|        | 三陟駅       | 삼척역       | Samcheok                  | 16.1          | 310.7         | 未運行区間           | ●          | 未運行区間   | ●          | 韓国鉄道公社：三陟線                             | 江原特別自治道 | 三陟市                                    |

## リンク
- “동해선 전철 태화강역에서 일광역까지 랜선시승~🚆 온라인에서 먼저 시승하세요! 기차멍👀 (영업시운전 중, 영업개시일 미정)” [東海線電車太和江駅から日光駅までLAN線試乗〜🚆オンラインで先に試乗してください！列車ぼーっと👀（営業試運転中、営業開始日未定）] (朝鮮語). 한국철도TV.   YouTube (2021年10月6日). 2021年10月7日閲覧。